# Text Engineering Software Laboratory
Tesla (Text Engineering Software Laboratory, deutsch:
- (wörtlich:) Text-Verarbeitungs-Software-Labor,
- (besser:) Labor zur Entwicklung von Text-Verarbeitungs-Software,
- (stark verkürzt:) Labor zur Verarbeitung von Texten)

ist eine Software, mit der reproduzierbare Experimente mit textuellen Daten durchgeführt werden können.
Als textuelle Daten gelten dabei alle Arten von Daten, die sich durch eine Sequenz diskreter Einheiten darstellen lassen.
Tesla wird seit 2005 am Institut für Linguistik der Universität zu Köln (Abteilung Sprachliche Informationsverarbeitung) entwickelt und stellt eine Software-Umgebung für Wissenschaftler, die mit Texten arbeiten, zur Verfügung.
Der konzeptuelle Schwerpunkt des Frameworks liegt dabei auf experimenteller Daten- und Verfahrensanalyse; so werden Wissenschaftler dabei unterstützt,
- unterschiedliche Arten von Texten (bspw. natürlichsprachliche Texte oder DNA-Transkriptionen) als Grundlage ihrer Experimente auszuwählen,

- etablierte ebenso wie neu entwickelte Verfahren auf diese Texte anzuwenden und

- die Experimente in einer Form zu dokumentieren, mit der sie nachvollzogen und wiederholt werden können.

Screenshot des Tesla-Clients mit geöffnetem graphischen Experiment-Editor

Tesla ist als Komponenten-System in Java implementiert, das auf Basis einer Client-Server-Architektur realisiert wurde. Über den Eclipse-basierten Client kann der Nutzer Texte verwalten und Experimente entwerfen. Experimente bestehen aus dem zu analysierenden Ausgangsmaterial (einzelne Texte oder Textsammlungen) und Komponenten, die bestimmte Aufgaben der Textprozessierung (bspw. Tokenisierung, Part-of-speech-Tagging oder Sequenzalignment) übernehmen. Die Komponenten sind miteinander kombinierbar, wenn ihre Schnittstellen aufeinander abgestimmt sind. Schnittstellen der Komponenten sind die von ihnen erzeugten Ergebnisse, die als Annotationen mit den Rohdaten (Texte) verknüpft werden. Im Unterschied zu vergleichbaren Systemen wie UIMA sind die Ein- und Ausgabeschnittstellen von Tesla-Komponenten kaum restringiert, wodurch eine fein granulierte Komponenten-Kapselung ermöglicht wird, und es bspw. auch möglich ist, komplexe Datentypen (wie Graphen oder hochdimensionale Vektoren) als Annotationen zu verwenden.